# Albuñán
Albuñán – gmina w Hiszpanii, w prowincji Grenada, w Andaluzji, o powierzchni 8,53 km². W 2018 roku gmina liczyła 415 mieszkańców.
To małe miasteczko znajduje się na północnym skraju parku przyrody Sierra Nevada.